# 超越街道
超越街道，是中华人民共和国吉林省长春市朝阳区下辖的一个乡镇级行政单位。2020年7月，撤销双德乡，设立超越街道，区划代码为220104013。超越街道辖区范围东至超然街、创意路、超凡大街、超群南街，南至绕城高速，西至超越大街，北至超达大路，辖香湾、富强、超胜、超越4个社区。